# Золоторуда
Золоторуда — посёлок, входящий в муниципальное образование «Городской округ Сухой Лог» Свердловской области России.

## География
Посёлок Золоторуда муниципального образования «городского округа Сухой Лог» расположен в 25 километрах (по автотрассе в 32 километрах) к северо-северу-западу от города Сухой Лог, на левом берегу реки Рефт (левого притока реки Пышма). В 4 километрах к востоку-северо-востоку расположена железнодорожная станция Рефт железной дороги Нижний Тагил – Каменск-Уральский.

## История
В посёлке добывался асбест, изумруды, золото. В окрестностях старательские артели добывали золото на Стрижевском, Чернягинском и Малиновском приисках.

## Население
| 2002 | 2010 |
| ---- | ---- |
| 17   | ↘15  |